# Протести в Косові (1981)
У березні-квітні 1981 року студентські протести в Приштині, столиці тоді Соціалістичного автономного краю Косово призвели до 
масштабних протестів косовських албанців з вимогою розширення автономії, а саме перетворення Косова на сьому республіку у складі Югославії. Президія Югославії оголосила надзвичайний стан у Приштині та Косовській Митровиці, що спричинило заворушення, які було придушено силами армії. Після завершення протестів Косовом прокотилася хвиля репресій. Ці події значною мірою поглибили сербсько-албанський конфлікт, їх часто розглядають як каталізатор пізнішої політичної кризи в Югославії, що завершилася розпадом держави.

## Передісторія
Університет Приштини став відправною точкою студентських протестів 1981 року в Косові. Культурна ізоляція Косова в межах Югославії та його постійна бідність призвели до того, що в краї було найвище співвідношення як студентів, так і неписьменних у Югославії. Університетська освіта не була гарантією успішного майбутнього; замість того, щоб навчати студентів для технічної кар'єри, університет спеціалізувався на гуманітарних науках, зокрема на албанології, що не могло забезпечити роботу поза бюрократією чи місцевими культурними установами, особливо за межами Косова. Це призвело до великої кількості безробітних, але високоосвічених і обурених албанців, які легко піддавалися націоналістичним настроям. Демонстрації організували кілька професорів і студентів, серед лідерів були Бесім Бараліу та Фехмі Ладровц.
Крім того, сербське та чорногорське населення Косова дедалі більше обурювалося економічним і соціальним тягарем, яким було студентське населення університету. До 1981 року в Приштинському університеті навчалося 20 000 студентів – 10% від загальної кількості населення міста.

## Студентські протести
Демонстрації почалися 11 березня 1981 року спершу як спонтанні малолюдні протести з вимогою покращення їжі в університетській їдальні та умов проживання в гуртожитках. Студентський протест очолив Ґані Коці, якого пізніше заарештували. Дві-чотири тисячі демонстрантів розігнала поліція, близько сотні було затримано.
Студентські протести відновилися через два тижні 26 березня 1981, коли кілька тисяч демонстрантів вигукували радикально націоналістичні гасла, поліція використала силу та розігнала їх, 32 осіб було поранено.
Різка реакція поліції на очевидне зростання націоналізму серед протестувальників та збільшення кількості арештів розпалювало протест іще більше. 30 березня студенти трьох найбільших факультетів оголосили бойкот, побоюючись повернення централізації.
Вимоги албанських студентів були як націоналістичними, так і егалітарними (з вимогами іншого типу соціалізму, більшої самостійності регіонів і робітничим самоуправлінням).

## Ескалація
1 квітня хвиля чергових демонстрації прокотилися Косовом. Поліція не змогла розігнати демонстрантів, 17 поліцейських було поранено. Для захисту державних установ втрутилася армія, невдовзі лідер Союзу комуністів Косова Махмут Бакалі закликав вислати на вулиці танки.
Протягом декількох днів протести проти умов проживання і харчування студентів переросли в невдоволення ставленням сербів до етнічних албанців, а потім у заворушення та вимоги албанських націоналістів підвищити статус Косова з регіону Сербії до республіки в складі Югославії.
Влада звинуватила в протестах націоналістичних радикалів. Газета Politika за травень 1981 року писала, що метою протестів було відокремлення Косова від Югославії та приєднання до Албанії. Влада заборонила закордонним журналістам висвітлювати події, а місцевим журналістам було дозволено публікувати лише офіційні заяви (що контрастувало з відносною свободою висвітлення протестів у Косові 1968 року).  Деякі з офіційних заяв були за своєю суттю нечіткими, говорили про «внутрішніх і зовнішніх ворогів», що спровокувало різноманітні теорії змови, що розпалювали націоналістичні настрої в інших регіонах Югославії. Одну з теорій висунув Азем Власі (голова СК Косова у 1986-88 роках), який публічно заявив про нібито причетність до протестів албанської служби безпеки Сіґурімі.
Вимога зробити Косово сьомою республікою Югославії була політично неприйнятною для Сербії та Соціалістичної Республіки Македонія. Деякі серби (і, можливо, також деякі албанські націоналісти) вважали вимоги прелюдією до «Великої Албанії», яка могла б охопити частини Чорногорії, Македонії та саме Косово.

## Надзвичайний стан
Керівництво Союзу комуністів Югославії побачило в націоналістичних протестах серйозну загрозу і вирішило «придушити їх усіма доступними засобами».
2 квітня 1981 року Президія Югославії під головуванням Цвієтина Міятовича оголосила надзвичайний стан у Приштині та Косовській Митровиці, що тривав один тиждень. Президія направила сили спеціального призначення.
Федеральний уряд спрямував до провінції до 30 000 військових. Почалися нові заворушення, і югославська влада застосувала силу проти протестувальників. 3 квітня відбулися останні демонстрації у Вучитрні, Урошеваці, Вітині та Косовській Митровиці, які незабаром було придушено додатковим залученням поліції. У заворушеннях взяли участь 20 000 осіб у шести містах.
Наприкінці квітня New York Times повідомила, що дев'ять людей загинули і більше п'ятдесяти отримали поранення. У липні New York Times повідомила, що понад 250 людей отримали поранення. Югославська преса повідомляла про 11 убитих і ще 4200 заарештованих.

## Подальші події
Після закінчення заворушень підрозділи ЮНА, задіяні в Косові, повернулися до колишньої організаційно-штатної структури. Сербський військовий дослідник Боян Димитрієвич писав, що події в Косові змусили югославське військове керівництво задуматися про можливості застосування армії на своїй території з метою підтримки порядку і запобігання можливих заколотів.
Комуністична партія Косова зазнала чисток, кількох ключових фігур, зокрема її президента, було виключено. Велі Дева замінив Бакаллі, тому що вважалося, що він був жорсткішим щодо Тирани.
Після демонстрацій з Приштинського університету було виключено викладачів та студентів, яких вважали «сепаратистами». 226 студентів і робітників було засуджено до п'ятнадцяти років ув’язнення. Багатьох албанців було звільнені з державних посад, зокрема президента університету та двох ректорів. Їх замінили прихильники жорсткої лінії Комуністичної партії. Університету також було заборонено використовувати підручники, імпортовані з Албанії; натомість було дозволено користуватися лише книгами, перекладеними з сербохорватської. Демонстрації також викликали наростаючу тенденцію сербських політиків вимагати централізації, єдності сербських земель, зменшення культурного плюралізму для албанців і посилення захисту та просування сербської культури. Керівництвом сербських комуністів засудило Приштинський університет як «фортецю націоналізму».
Союз комуністів Косова оголосив заворушення продуктом албанського націоналізму, Сербія відреагувала вимогами зменшити владу албанців у краї та пропагандистською кампанією, що стверджувала, наче сербів витісняють з Косова зростанням албанського населення. Президія не скасувала автономію Косова, як того вимагали деякі сербські комуністи.
У 1981 році повідомлялося, що близько 4000 сербів планували переїхати з Косова до Центральної Сербії після березневих заворушень, які призвели до загибелі кількох сербів і осквернення сербської православної архітектури та цвинтарів. Югославська поліція ліквідувала 33 націоналістичні формування, вилучивши схованки зброї та пропагандистські матеріали.
Демонстрації в Косові стали початком глибокої кризи в Югославії, що згодом призвела до її розпаду. Реакція уряду на демонстрації змінила політичний дискурс у країні, значно погіршивши її здатність підтримувати себе у майбутньому.